# Altaï yatga
L'Altaï yatga (mongol : ᠠᠯᠲᠠᠢ
ᠶᠠᠲᠤᠭ᠎ᠠ, VPMC : altai yatug-a, cyrillique : алтай яатга, MNS : altai yatga) est un instrument à cordes pincées utilisé dans la musique mongole.
Il a une forme assez proche d'une petite harpe, souvent avec des cornes. Il tire son nom de l'Altaï ou il a été redécouvert. Il est proche de la adyrna kazakhe.